# Ajnesidemos
Ainesidemos (I wiek p.n.e.) – grecki filozof pochodzący z Knossos.
Działał w Aleksandrii. Był odnowicielem sceptycyzmu, opracował teorię tropów, czyli sposobów zbijania twierdzeń wszystkich systemów dogmatycznych. Do czasów współczesnych zachowało się jego dzieło Pyrroneioi logoi (Nauki Pyrronejskie), znane z wyciągów Focjusza.